# Taulil
Le taulil est une langue papoue parlée en Papouasie-Nouvelle-Guinée, dans la péninsule de Gazelle, dans l'Est de la Nouvelle-Bretagne.

## Classification
Le taulil fait partie des langues baining-taulil qui sont rattachées traditionnellement à la famille hypothétique des langues papoues orientales.

## Phonologie
Les consonnes et les voyelles du taulil:

### Voyelles
|         | Antérieure | Centrale | Postérieure |
| ------- | ---------- | -------- | ----------- |
| Fermée  | i [i]      |          | u [u]       |
| Moyenne |            | ʌ [ʌ]    |             |
| Ouverte | ɛ [ɛ]      | ɑ [ɑ]    | ɔ [ɔ]       |

### Consonnes
|              |              | Bilabiales | Alvéol. | Dorsales | Dorsales |
| ------------ | ------------ | ---------- | ------- | -------- | -------- |
| Palatales    | Vélaires     | Bilabiales | Alvéol. |          |          |
| Occlusives   | Sourde       | p [p]      | t [t]   |          | k [k]    |
| Occlusives   | Sonore       | b [b]      | d [d]   |          | g [g]    |
| Fricative    | Fricative    | β [β]      |         |          |          |
| Nasale       | Nasale       | m [m]      | n [n]   |          | ŋ [ŋ]    |
| Roulée       | Roulée       |            | r [ɾ]   |          |          |
| Liquide      | Liquide      |            | l [l]   |          |          |
| Semi-voyelle | Semi-voyelle |            |         | j [j]    |          |

### Allophones
Les sourdes [b], [d], [g] sont prénasalisées au milieu du mot :
- indatap, sec
- imbak, froid
- manggat, maintenant

## Sources
- (en) Anonyme, Taulil Organized Phonological Data, manuscrit, Ukarumpa, SIL.